# Facundo Buonanotte
Facundo Valentín Buonanotte (Pérez, 23 dicembre 2004) è un calciatore argentino, centrocampista del Brighton, della nazionale Under-20 argentina e della nazionale argentina.

## Biografia
Possiede il passaporto italiano.

## Caratteristiche tecniche
In carriera ricopre principalmente il ruolo di trequartista ed esterno d'attacco. Possiede molta tecnica palla al piede,un ottimo mancino e qualità nel dribbling.

## Carriera

### Club

#### Gli inizi, Rosario Central
Cresciuto nel settore giovanile del Rosario Central, il 14 maggio 2022 Buonanotte ha firmato il suo primo contratto professionistico con il club gialloblù. Il 9 luglio seguente, ha segnato la sua prima rete in carriera, decidendo la partita di Primera División vinta per 1-0 contro il Sarmiento (J).

#### Brighton
Il 2 novembre 2022, viene annunciato ufficialmente un accordo per la cessione di Buonanotte al Brighton, squadra della Premier League inglese, a partire dal 1º gennaio 2023: come comunicato dal Rosario Central, il trasferimento è avvenuto sulla base di 11,5 milioni di euro più bonus, nonché di una quota del 20% su una futura rivendita del giocatore.
Prestito al Leicester City
Il 10 agosto 2024 passa ufficialmente in prestito al Leicester City per la stagione 2024/2025.

### Nazionale

#### Nazionale giovanile
Nel gennaio del 2023, Buonanotte è stato incluso da Javier Mascherano nella rosa della nazionale Under-20 argentina partecipante al campionato sudamericano di categoria in Colombia.

#### Nazionale maggiore
Nel marzo seguente, ha ricevuto dal CT Lionel Scaloni la sua prima convocazione in nazionale maggiore, in vista di due incontri amichevoli contro Panama e Curaçao. Esordisce il 19 giugno seguente in occasione dell'amichevole vinta 0-2 in casa dell'Indonesia.

## Statistiche

### Presenze e reti nei club
Statistiche aggiornate al 2 novembre 2024.
| Stagione        | Squadra         | Campionato      | Campionato | Campionato | Coppe nazionali | Coppe nazionali | Coppe nazionali | Coppe continentali | Coppe continentali | Coppe continentali | Altre coppe | Altre coppe | Altre coppe | Totale | Totale |
| Stagione        | Squadra         | Comp            | Pres       | Reti       | Comp            | Pres            | Reti            | Comp               | Pres               | Reti               | Comp        | Pres        | Reti        | Pres   | Reti   |
| --------------- | --------------- | --------------- | ---------- | ---------- | --------------- | --------------- | --------------- | ------------------ | ------------------ | ------------------ | ----------- | ----------- | ----------- | ------ | ------ |
| 2022            | Rosario Central | PD              | 24         | 4          | CA+CdL          | 2+8             | 0+0             | -                  | -                  | -                  | -           | -           | -           | 34     | 4      |
| gen.-giu. 2023  | Brighton        | PL              | 13         | 1          | FACup+CdL       | 1+0             | 0+0             | -                  | -                  | -                  | -           | -           | -           | 14     | 1      |
| 2023-2024       | Brighton        | PL              | 27         | 3          | FACup+CdL       | 3+1             | 1+0             | UEL                | 5                  | 0                  | -           | -           | -           | 36     | 4      |
| Totale Brighton | Totale Brighton | Totale Brighton | 40         | 4          |                 | 5               | 1               |                    | 5                  | 0                  |             | -           | -           | 50     | 5      |
| 2024-2025       | Leicester City  | PL              | 9          | 3          | FACup+CdL       | 0+2             | 0+0             | -                  | -                  | -                  | -           | -           | -           | 11     | 3      |
| Totale carriera | Totale carriera | Totale carriera | 73         | 11         |                 | 17              | 1               |                    | 5                  | 0                  |             | -           | -           | 95     | 12     |

### Cronologia presenze e reti in nazionale
| Cronologia completa delle presenze e delle reti in nazionale ― Argentina | Cronologia completa delle presenze e delle reti in nazionale ― Argentina | Cronologia completa delle presenze e delle reti in nazionale ― Argentina | Cronologia completa delle presenze e delle reti in nazionale ― Argentina | Cronologia completa delle presenze e delle reti in nazionale ― Argentina | Cronologia completa delle presenze e delle reti in nazionale ― Argentina | Cronologia completa delle presenze e delle reti in nazionale ― Argentina | Cronologia completa delle presenze e delle reti in nazionale ― Argentina |
| Data                                                                     | Città                                                                    | In casa                                                                  | Risultato                                                                | Ospiti                                                                   | Competizione                                                             | Reti                                                                     | Note                                                                     |
| ------------------------------------------------------------------------ | ------------------------------------------------------------------------ | ------------------------------------------------------------------------ | ------------------------------------------------------------------------ | ------------------------------------------------------------------------ | ------------------------------------------------------------------------ | ------------------------------------------------------------------------ | ------------------------------------------------------------------------ |
| 19-6-2023                                                                | Giacarta                                                                 | Indonesia                                                                | 0 – 2                                                                    | Argentina                                                                | Amichevole                                                               | -                                                                        | 74’                                                                      |
| 22-3-2024                                                                | Filadelfia                                                               | Argentina                                                                | 3 – 0                                                                    | El Salvador                                                              | Amichevole                                                               | -                                                                        | 65’                                                                      |
| Totale                                                                   |                                                                          | Presenze                                                                 | 2                                                                        |                                                                          | Reti                                                                     | 0                                                                        |                                                                          |

| Cronologia completa delle presenze e delle reti in nazionale ― Argentina under 20 | Cronologia completa delle presenze e delle reti in nazionale ― Argentina under 20 | Cronologia completa delle presenze e delle reti in nazionale ― Argentina under 20 | Cronologia completa delle presenze e delle reti in nazionale ― Argentina under 20 | Cronologia completa delle presenze e delle reti in nazionale ― Argentina under 20 | Cronologia completa delle presenze e delle reti in nazionale ― Argentina under 20 | Cronologia completa delle presenze e delle reti in nazionale ― Argentina under 20 | Cronologia completa delle presenze e delle reti in nazionale ― Argentina under 20 |
| Data                                                                              | Città                                                                             | In casa                                                                           | Risultato                                                                         | Ospiti                                                                            | Competizione                                                                      | Reti                                                                              | Note                                                                              |
| --------------------------------------------------------------------------------- | --------------------------------------------------------------------------------- | --------------------------------------------------------------------------------- | --------------------------------------------------------------------------------- | --------------------------------------------------------------------------------- | --------------------------------------------------------------------------------- | --------------------------------------------------------------------------------- | --------------------------------------------------------------------------------- |
| 26-3-2022                                                                         | Ezeiza                                                                            | Argentina under 20                                                                | 2 – 2                                                                             | Stati Uniti under 20                                                              | Amichevole                                                                        | -                                                                                 | 60’                                                                               |
| 10-5-2022                                                                         | -                                                                                 | Argentina under 20                                                                | 3 – 1                                                                             | Perù under 20                                                                     | Amichevole                                                                        | 1                                                                                 |                                                                                   |
| 29-5-2022                                                                         | -                                                                                 | Argentina under 20                                                                | 1 – 0                                                                             | Arabia Saudita under 20                                                           | Amichevole                                                                        | -                                                                                 | 55’                                                                               |
| 1º-6-2022                                                                         | -                                                                                 | Panama under 20                                                                   | 0 – 1                                                                             | Argentina under 20                                                                | Amichevole                                                                        | -                                                                                 | 52’                                                                               |
| 10-6-2022                                                                         | -                                                                                 | Argentina under 20                                                                | 3 – 2                                                                             | Giappone under 20                                                                 | Amichevole                                                                        | -                                                                                 | 75’                                                                               |
| 21-1-2023                                                                         | Cali                                                                              | Paraguay under 20                                                                 | 2 – 1                                                                             | Argentina under 20                                                                | Sudamericano Under-20 2023 - 1º turno                                             | -                                                                                 | 60’                                                                               |
| Totale                                                                            |                                                                                   | Presenze                                                                          | 6                                                                                 |                                                                                   | Reti                                                                              | 1                                                                                 |                                                                                   |